# Bob Abernethy (Australianfootballspeler)
Bob Abernethy (4 maart 1900 - 1 mei 1969) was een Australianfootballspeler die speelde voor Melbourne Football Club in de Victorian Football League (VFL).